# Kabupaten de Kuningan
Pour les articles homonymes, voir Kuningan.
Le kabupaten de Kuningan, en indonésien Kabupaten Kuningan, est un kabupaten d'Indonésie situé dans la province de Java occidental.

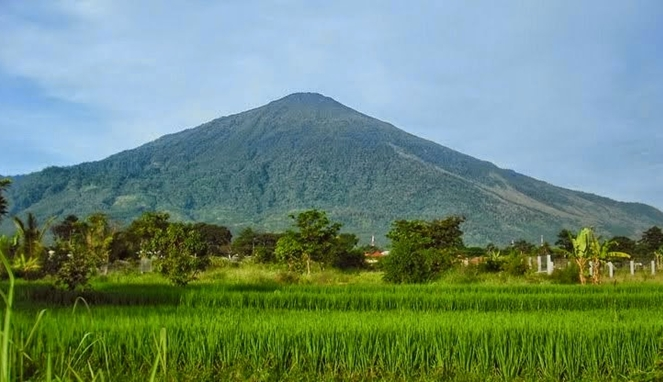
Mont Cereme (3 078 m), le point culminant de l'ouest de Java, situé entre Kuningan et la régence de Majalengka

## Géographie
Le kabupaten de Kuningan est situé dans l'est de la province, entre 108° 23 et 108° 47 de longitude est et entre 6° 47 et 7° 12 de latitude sud. Il est bordé par :
- Au nord, celui de Cirebon,
- À l'est, la province de Java central,
- Au sud, le kabupaten de Ciamis,
- À l'ouest, celui de Majalengka.

L'est du kabupaten est constitué de plaines.
L'ouest est montagneux. Le volcan Ciremai, plus haut sommet de la province (3 076 m), forme la limite avec Majalengka ; il est entouré du Parc national du Mont Ciremai.

## Préhistoire
La découverte en 1972 du site de Cipari a démontré l'existence d'une présence humaine depuis 3 500 ans.

## Culture
Formant la partie orientale du pays du Priangan, Kuningan est riche de sa culture, distincte de celle de la partie occidentale du pays sundanais.

### Cérémonies et danses
- Cingcowong, cérémonie destinée à appeler la pluie, à Luragung
- Sintren à Cibingbin
- Goong Renteng dans le village de Sukamulya, à Cigugur
- Tayuban à Ciniru
- Dadung à Subang
- Gembyung Terbangan
- Théâtre populaire
- Wayang golek
- Kuda lumping
- Reog dans le village de Cengal
- Calung
- Kawin Cai à Jalaksana

## Archéologie

### Wisata Budaya
- Site de Cipari

## Tourisme

### Forêts
- Setianegara
- Jambrati

### Pèlerinage
- Cibulan
- Balong Keramat Darmaloka

## Bupatide l'époque coloniale
1. Aom Adali 1919-1921
2. Mohamad Ahmad 1921-1940
3. Raden Umar Said 1940-1942